# جورجي فاسيلي
جورجي فاسيلي (بالرومانية: Gheorghe Vasile)‏ هو متسابق بياثل روماني، ولد في 9 سبتمبر 1967.

## وصلات خارجية
- جورجي فاسيلي على موقع IBU (الإنجليزية)
- جورجي فاسيلي على موقع أوليمبيديا (الإنجليزية)